# برسفورد (داکوتای جنوبی)
برسفورد(به انگلیسی: Beresford) شهری در ایالت داکوتای جنوبی کشور ایالات متحده آمریکا است که جمعیت آن در سرشماری سال ۲۰۱۰ میلادی، ۲٬۰۰۵ نفر بوده‌است.